# Harcourt Mudd
 (décembre 2024).
Harcourt Fenton « Harry » Mudd est un personnage de l'univers de fiction de Star Trek, et plus particulièrement de la série originale, interprété par l'acteur Roger C. Carmel. Il apparait également dans les épisodes 5 et 7 de la saison 1 de Star Trek: Discovery, interprété par Rainn Wilson.  

## Biographie
Harry Mudd est un escroc sympathique que l'Enterprise rencontre à deux reprises. 
La première fois, en 2266, à bord de son cargo en perdition, Mudd est accompagné par trois belles jeunes femmes (Trois femmes dans un vaisseau - Mudd's Women). 
Ses nombreux crimes lui valent d'être emprisonné à plusieurs reprises. Lors d'une évasion en 2267, il s'écrase sur une planète habitée par des androïdes. Il s'y installe et s'autoproclame Mudd 1er (Mudd - I Mudd).
Il a rencontré précédemment en 2256 le capitaine Lorca du vaisseau USS Discovery (NCC-1031) dans une geôle d'un vaisseau Klingon puis quelque temps après a essayé de prendre le contrôle du Discovery afin de revendre son moteur sporique aux Klingons afin de pouvoir échapper pour de bon à son ex-fiancée, fille d'un richissime négociant qu'il a tenté d'arnaquer. Malheureusement pour lui, l'équipage du Discovery fait en sorte de conduire son ancienne fiancée et son père droit jusqu'à lui, et Mudd se retrouve contraint de vivre avec son encombrante fiancée.